# Pangrapta costaemacula
Pangrapta costaemacula là một loài bướm đêm trong họ Erebidae.